# هورمون‌درمانی

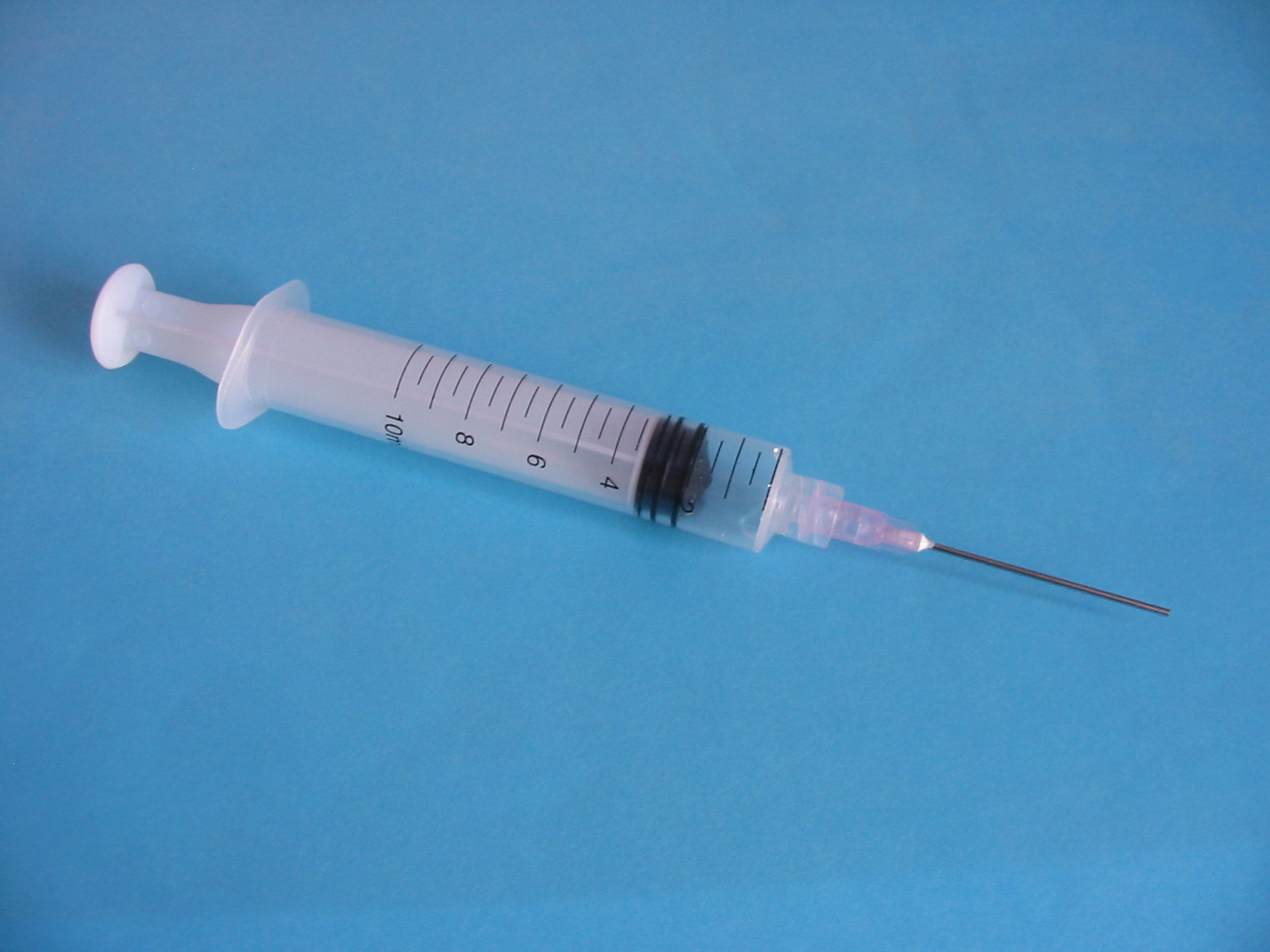
هورمون‌درمانی

هورمون‌درمانی یا درمان هورمونی استفاده از هورمون‌ها در درمان پزشکی است. درمان با آنتاگونیست‌های هورمونی ممکن است با عنوان درمان هورمونی یا آنتی هورمون‌درمانی نیز شناخته شود. عمومی‌ترین سطح‌های هورمون‌درمانی عبارت‌اند از: هورمون درمانی انکولوژیک، درمان جایگزینی هورمون (برای یائسگی)، درمان جایگزینی آندروژن (ART)، قرص‌های ضدبارداری و هورمون‌درمانی افراد ترنس.